# Scytalopus rodriguezi
Scytalopus rodriguezi — вид горобцеподібних птахів родини галітових (Rhinocryptidae). Описаний у 2005 році.

## Назва
Вид названо на честь колумбійського захисника природи Хосе Вісенте Родрігеса Махечи.

## Поширення
Ендемік Колумбії. Відомий лише з двох місцевостей на східному схилі Центральних Кордильєр у верхів'ях долини Магдалени на висоті 2000 м або більше над рівнем моря. Чисельність виду становить близько 2200 пар. Мешкає у вологих лісах з густим підстилом.